# 1230 Riceia
1230 Riceia је астероид главног астероидног појаса са средњом удаљеношћу од Сунца која износи 2,573 астрономских јединица (АЈ).
Апсолутна магнитуда астероида је 12,8 а геометријски албедо 0,083.